# Il segreto (per Mariele)
Il segreto (per Mariele) è l'ottantesimo singolo della cantante italiana Cristina D'Avena, in collaborazione con il Piccolo Coro "Mariele Ventre" dell'Antoniano e con le Verdi Note dell'Antoniano, pubblicato il 13 novembre 2015 per rendere omaggio a Mariele Ventre a 20 anni dalla sua scomparsa.

## Il brano
Il brano racchiude tutti quegli ideali etici e pedagogici cari a Mariele e allo spirito francescano dell'Antoniano di Bologna: la musica è un linguaggio universale che unisce, fa crescere e può dare voce e speranza a chi è in difficoltà.
A proposito della composizione del brano, gli autori Alessio Zini e Sara Casali (ex bambini del coro ed ex allievi di Mariele, poi coristi delle Verdi Note) hanno dichiarato:
Il brano è stato pubblicato all'interno dell'album del 58º Zecchino d'Oro come bonus track e successivamente nell'album del 2016 della D'Avena #le sigle più belle.

## Video musicale
Il video ufficiale è stato pubblicato il 22 novembre sul canale ufficiale dell'Antoniano di Bologna su YouTube. Il videoclip è diretto da Sergio Marzocchi per Antoniano Production. Si apre con uno sfondo bianco dove sono presenti una tastiera, uno sgabello e qualche palo per i fari d'illuminazione. La scena poi si concentra proprio su quella tastiera che viene raggiunta da una bimba vestita di rosa che inizia a suonarla. Il video continua alternando le scene dove si vedono cantare la D'Avena e il coro, con quelle dove si vedono persone che mostrano cartelli con messaggi e mani che disegnano. Infine si conclude sfocato con la scritta Mariele.

## Tracce
Download digitale
1. Il segreto (per Mariele) – 4:10 (Alessio Zini - Sara Casali)

## Esibizioni
Il brano è stato eseguito dal vivo dagli interpreti il 21 novembre 2015 durante la puntata finale del 58º Zecchino d'Oro.

## Arrangiamento
- Alex Volpi - arrangiamento strumentale
- Marco Iardella - arrangiamento vocale